# Gare de Kōwa
La gare de Kōwa (河和駅, Kōwa-eki) est une gare ferroviaire du bourg de Mihama, dans la préfecture d'Aichi au Japon. La gare est exploitée par la compagnie Meitetsu.

## Situation ferroviaire
Gare terminus, Kōwa est située au point kilométrique (PK) 28,8 de la ligne Kōwa.

## Historique
La gare de Kōwa a été inaugurée le 1er août 1935.

## Service des voyageurs

### Accueil
La gare dispose d'un bâtiment voyageurs, avec guichets, ouvert tous les jours.

### Desserte
- Ligne Kōwa :
  - voies 1 à 4 : direction Ōtagawa, Kanayama et Meitetsu Nagoya